# Capetus
Atys Sylwiusz (określany też jako: Kapetus, Epitus; łac. Atys, Capetus, Epytus) – szósty legendarny król miasta Alba Longa, syn Alby Sylwiusza, potomek Eneasza, ojciec Capysa Sylwiusza. Swój przydomek wziął od Sylwiusza. Podobno rządził 26 lat.